# جیمی یوئیل
جیمی یوئیل (انگلیسی: Jimmy Yuill؛ زادهٔ ۱۹۵۶) بازیگر اهل اسکاتلند است.

## گزیدهٔ نقش‌آفرینی‌ها
- جام جهانی: روایت یک کاپیتان - ۱۹۸۲
- هنری پنجم - ۱۹۸۹
- هیاهوی بسیار برای هیچ - ۱۹۹۳
- فرانکنشتاین - ۱۹۹۴
- هیمیش مکبث - ۱۹۹۵
- هر طور شما دوست دارید - ۲۰۰۶
- به سیم آخر زدن تری پرچت - ۲۰۱۰
- وقفه-۲۰۱۱
- غراب - ۲۰۱۲